# 圆唇羊耳蒜
圆唇羊耳蒜（学名：Liparis balansae），为兰科羊耳蒜属下的一个植物种。